# Makroglossie
Makroglossie bezeichnet in der Medizin eine teilweise oder vollständige Vergrößerung der Zunge.

## Ursachen
Eine Makroglossie kann durch unterschiedliche Ursachen entstehen. Unter anderem kommen in Frage:
- Tumoren: Hämangiom, Lymphangiom, Karzinom
- Infektionen: Soor, Zungenabszess, Aktinomykose
- Allergien: Quincke-Ödem
- Endokrine Störungen: Akromegalie, Hypothyreose
- Speicherkrankheiten: Amyloidose, Amyloidose Typ Lubarsch-Pick, Hyalinose, Morbus Pompe, Mukopolysaccharidosen
- genetische Ursachen: z. B. Beckwith-Wiedemann-Syndrom, Cornelia-de-Lange-Syndrom, Muskeldystrophie Duchenne, Simpson-Golabi-Behmel-Syndrom
- Zahnlosigkeit: bei über einen längeren Zeitraum nicht mit Totalprothesen versorgten Kiefern.

## Begleitsymptome
Eine plötzlich auftretende Zungenvergrößerung wird vom betroffenen Menschen in der Regel schnell bemerkt. Durch die Raumforderung in der Mundhöhle kommt es zu Sprach-, Schluck- und Okklusionsstörungen. Bei starker Vergrößerung kann der Mundschluss beeinträchtigt sein, im Extremfall sogar die Atmung.